# Cervonîi Lîman, Semenivka
Cervonîi Lîman (în ucraineană Червоний Лиман) este un sat în comuna Tovste din raionul Semenivka, regiunea Poltava, Ucraina.

## Demografie
Componența lingvistică a localității Cervonîi Lîman
     Ucraineană (84,38%)
     Rusă (15,63%)
Conform recensământului din 2001, majoritatea populației localității Cervonîi Lîman era vorbitoare de ucraineană (84,38%), existând în minoritate și vorbitori de rusă (15,63%).